# القميص المسروق (قصة قصيرة)
القميص المسروق هي قصة من أوائل قصص غسان كنفاني القصيرة، ونُشرت ضمن مجموعته القصصية الأولى موت سرير رقم 12 في عام 1958، وتقع في 84 صفحة وتحتوي 8 قصص قصيرة كتبها على مدى سنوات متباعدة وجُمعت بعد استشهاده. حازت القصة على المرتبة الأولى في مسابقة أدبية في الكويت. يناقش غسان كنفاني في القصة القيم الأخلاقية والثورية وآلام الفلسطيني والظلم الذي يواجهه تحت الاحتلال من خلال استعانته بالرموز.

## زمن ومكان القصة
تدور أحداث القصة في فترة ما بعد النكبة، وهي الفترة التي شهدت تهجير الفلسطينيين إلى المخيمات، حيث تعيش الشخصيات في خيام مؤقتة وسط أوضاع إنسانية مأساوية.

## نبذة عن القصة
تدور أحداث القصة حول شخصية أبو العبد، وهو لاجئ فلسطيني يعيش في إحدى المخيمات، كحال باقي اللاجئين في المخيمات، أبو العبد عاطل عن العمل وينتظر وصول المساعدات من المؤسسات العالمية كل شهر، يحفر أبو العبد خندقاً لتسهيل مرور أبو سمير، وأبو سمير هو لاجئ أيضا لكن حاله أفضل من حال أبو العبد حيث انه موظف وكالة غوث اللاجئين، بالرغم من ذلك يستغل أبو سمير منصبه لسرقة الطحين لمساعدة إحدى الموظفين الأمريكيين، والذي يؤخر وصول الطحين لسكان المخيم لمدة عشرة أيام، وعندما يلتقي أبو سمير بأبو العبد خارج المخيم، يخاف من أن يفضح أمره ويعرض على أبو العبد المشاركة معه في اللعبة مقابل مبلغ من المال، ويصبح أبو العبد معلقاً بين القبول بعرض أبي سمير بأن يأخذ المال ليشتري قميصاً جديداً لأبنه أو أن يفضح أمره ويُنهي تأخير وصول الطحين لأهل المخيم.
يستخدم غسان كنفاني القميص والطحين كرموز تشير إلى أحداث النكبة والقضية الفلسطينية، وإضافة إلى النقاش السياسي التي تخوضه القصة، فهي أيضاً تخوض نقاش عن المبادئ الأخلاقية ومدى تمسك الشخص فيها وآثار انعدامها. الفترة الزمنية التي كتبت فيها القصة عام 1958، تعد مهمة للرسالة التي يحاول غسان كنفاني توصيلها من خلال قصته، وهي رسالة غايتها تحذير الفلسطينيين من السرقة التي تتعرض لها أرضهم والمغريات التي قد توضع أمامهم لتسهل هذه السرقة.
بهذه الرواية تسلط الضوء على معاناة اللاجئين الفلسطينيين في المخيمات بعد النكبة، حيث يجد البطل، أبو العبد، نفسه ممزقًا بين الحاجة والفقر من جهة، وبين الحفاظ على نزاهته وكرامته من جهة أخرى، في ليلة ماطرة، بينما يحفر خندقًا لحماية خيمته من الغرق، يواجه إغراء سرقة الدقيق من مستودعات وكالة الغوث، خاصة بعدما يعرض عليه أبو سمير المشاركة في مخطط لتهريب الطحين وبيعه بتواطؤ مع موظف أجنبي فاسد، تراوده الفكرة كحل لمعاناة عائلته، لكنه في النهاية يثور غضبًا حين يدرك أن تأخير توزيع المساعدات كان بسبب هذه السرقات، ويقتل أبو سمير في لحظة غضب، ويعود إلى خيمته ليحتضن ابنه عبد الرحمن، مدركًا أن فقره قد يبقى، لكنه لم يخسر نفسه أو مبادئه.

## اقتباسات
ليس المهم أن يموت الإنسان قبل أن يحقق فكرته النبيلة، بل المهم أن يجد لنفسه فكرة نبيلة قبل أن يموت
كم هو بشع الموت، وكم هو جميل أن يختار الانسان القدر الذي يريد.
إن الشجاعة هي مقياس الإخلاص.
ليس المهم أن يموت أحدنا، المهم أن تستمروا.

## كتب أخرى لغسان كنفاني
- عالم ليس لنا
- موت سرير رقم 12، بيروت، 1961، قصص قصيرة.
- أرض البرتقال الحزين، بيروت، 1963. قصص قصيرة.
- رجال في الشمس، بيروت، 1963، رواية. قصة فيلم المخدوعين.
- أم سعد، بيروت، 1969، رواية.
- عائد إلى حيفا، بيروت، 1970، رواية.
- الشيء الآخر، صدرت بعد استشهاده، في بيروت، 1980، قصص قصيرة.
- العاشق، الأعمى والأطرش، برقوق نيسان، 5 روايات غير كاملة نشرت في مجلد أعماله الكاملة.
- القنديل الصغير، بيروت.
- القبعة والنبي، مسرحية.
- القميص المسروق وقصص أخرى، قصص قصيرة.
- جسر إلى الأبد، مسرحية.
- ما تبقى لكم.
- الباب (مسرحية).